# Musings of a Cigarette Smoking Man
"Musings of a Cigarette Smoking Man" é o sétimo episódio da quarta temporada da série de ficção científica The X-Files. Ele foi exibido pela primeira vez nos Estados Unidos em 17 de novembro de 1996 pela Fox. O episódio foi escrito por Glen Morgan e dirigido por James Wong. "Musings of a Cigarette Smoking Man" teve um índice Nielsen de 10.7, foi assistido por 17.09 milhões de telespectadores e recebeu críticas moderadamente positivas.
A série centra-se nos agentes especiais do FBI Fox Mulder e Dana Scully que trabalham em casos ligados ao paranormal, chamados de Arquivos X. Neste episódio, Melvin Frohike descobre a suposta história de vida do Homem Fumante. Apesar da confiabilidade da fonte ser duvidosa, o episódio ilustra seu possível envolvimento em vários fatos históricos e assassinatos.
Apesar de afirmar que porções da história de "Musings of a Cigarette Smoking Man" serem verdadeiras, o produtor e roteirista Frank Spotnitz disse que a maior parte não faz parte do cânone. A produção deste episódio não precisou muito dos trabalhos de David Duchovny e Gillian Anderson. O primeiro apenas é ouvido enquanto a segunda aparece apenas em imagens de arquivo. William B. Davis, que interpreta o Homem Fumante, ficou contente com o episódio, apesar de ter ficado confuso com algumas das contradições do roteiro. Embora não esteja diretamente envolvido com o arco de mitologia da série, "Musings of a Cigarette Smoking Man" envolve vários de seus eventos e personagens.

## Enredo
Armado com um rifle de precisão e equipamentos de vigilância, o Homem Fumante escuta um encontro entre Fox Mulder e Dana Scully com os Pistoleiros Solitários. Melvin Frohike afirma ter encontrado informações sobre o misterioso passado do Homem Fumante, dizendo que seu pai foi executado como um espião comunista e sua mãe morreu de câncer de pulmão. Ele acabou sendo criado em vários orfanatos do Meio-Oeste.
A narrativa vai para 1962. O Homem Fumante é um capitão do Exército dos Estados Unidos no Forte Bragg, Carolina do Norte. Ele conversa com Bill Mulder, seu amigo e também soldado, que lhe mostra uma foto de seu filho, Fox. O Homem Fumante é chamado para uma reunião com o general e vários homens misteriosos vestidos de terno. Eles lhe dão a missão de assassinar o presidente John F. Kennedy. No ano seguinte, usando o nome de "Sr. Hunt", o Homem Fumante incrimina Lee Harvey Oswald e atira em Kennedy.
Cinco anos depois, o Homem Fumante escreve um romance chamado Take a Chance: A Jack Colquitt Adventure, usando o pseudônimo "Raul Bloodworth". Depois de saber que Martin Luther King, Jr. fez um discurso criticando a posição dos EUA em relação a distribuição de renda, o Homem Fumante encontra-se com um grupo de homens, incluindo J. Edgar Hoover. Ele convence o grupo que King deve ser assassinato e se oferece para realizar a missão. Pouco depois, uma editora rejeita seu romance.
Em 1991, o Homem Fumante encontra com seus subordinados e discute o julgamento de Rodney King e a controvérsia de Anita Hill. Ele ordena a derrota do Buffalo Bills no Super Bowl. Ele também revela ter drogado um goleiro soviético de hóquei no gelo para garantir o "Milagre no Gelo" em 1980. Um de seus subordinados o convida para um jantar. Apesar de lisonjeado, o Homem Fumante recusa o convite dizendo que vai visitar sua família. Na saída ele passa em frente do escritório de Fox Mulder.
Mais tarde, em casa, o Homem Fumante recebe uma ligação urgente de Garganta Profunda, que encontra-se com ele no local onde um OVNI caiu. O alienígena do OVNI ainda está vivo. Os dois discutem sobre as inúmeras vezes que mudaram o curso da história. Eles decidem no cara ou coroa quem vai matar o alienígena. Garganta Profunda perde e relutantemente cumpre seu dever.
Alguns meses depois, em março de 1992, o Homem Fumante participa de uma reunião onde Scully é designada para os Arquivos X junto com Mulder, e escuta o primeiro encontro dos dois agentes. Em 1996, ele recebe uma carta dizendo que seu romance será serializado na revista Roman a Clef. Ele escreve uma carta de demissão e compra a revista em uma banca de jornais. Porém, descobre que seu final original foi alterado. Amargurado, o Homem Fumante senta em um banco perdo de um mendigo, falando como a "vida é uma caixa de chocolates". Ele rasga sua carta de demissão e deixa a revista no banco.
De volta no presente, Frohike diz que o que acabou de contar foi baseado em uma história que ele encontrou em uma revista. Ele vai embora para confirmar as informações. Quando sai do prédio, o Homem Fumante tem uma visão limpa dele. Entretanto, ele decide não matá-lo e cita a última a última frase de seu romance: "Posso matá-lo quando quiser, mas hoje não".

## Produção

### Roteiro

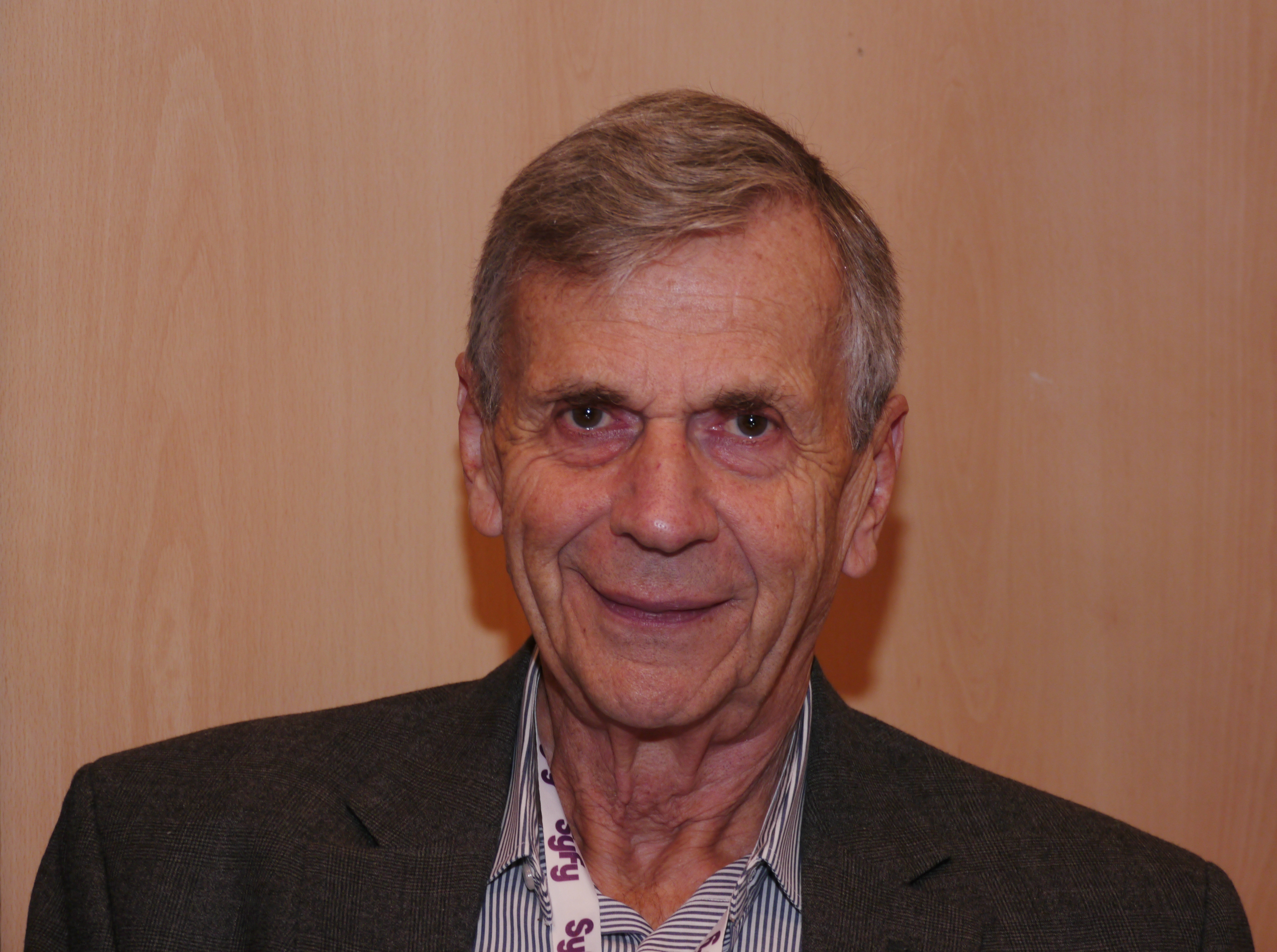
William B. Davis ficou contente em ter um episódio centrado no seu personagem.

"Musings of a Cigarette Smoking Man" foi inspirado na história em quadrinhos Lex Luthor: The Unauthorized Biography. Glen Morgan afirmou que queria que o episódio mostrasse como o Homem Fumante era o ser humano mais perigoso do planeta. Originalmente o episódio terminaria com o Homem Fumante matando Melvin Frohike, porém os executivos do programa vetaram a ideia.
Este episódio contém várias referências a Space: Above and Beyond, a antiga série de Morgan e James Wong, incluindo o nome do romance do Homem Fumante, Take a Chance, e Jack Colquitt. Além disso, Morgan Weisser, que interpreta Lee Harvey Oswald, havia aparecido na série. A Resolução 1013 da ONU, citada por Garganta Profunda, é uma referência ao aniversário de Chris Carter e sua companhia de produção. Walden Roth, o editor que compra o romance do Homem Fumante, é uma referência aos executivos Dana Walden e Peter Roth da 20th Century Fox. A ambição do Homem Fumante em tornar-se um romancista é baseada em E. Howard Hunt.
William B. Davis, que interpreta o Homem Fumante, ficou feliz em ter um episódio só seu, mas ficou confuso sobre algumas contradições do roteiro, como o personagem matando John F. Kennedy e Martin Luther King, Jr., mas ficando preocupado com algo pequeno como impedir a vitória do Buffalo Bills no Super Bowl. Carter disse, "Tive de conversar com Bill algumas vezes; eu passei horas com ele no telefone conversando sobre o personagem, pois o ator achou que o episódio transformou o personagem em algo que ele não é. Tentei explicar para ele, como acho que Jim e Glen estavam tentando expressar, que mesmo que sua missão de vida seja ser um destruidor, você ainda tem esperanças lá no fundo de que ainda pode ser um criador – e que esta é, de repente, sua vaidade. E vemos isso tão claramente aqui que isso quase o transforma em uma pessoa boba".

### Filmagens
Davis disse, "Jim Wong [...] foi de grande ajuda também. Muitas das direções de teatro levam a farsa, mas Jim me disse para ir de encontro a isso e deixar a situação se desenrolar. A cena Forrest Gump foi dificíl também. Quando eu me preparei e fiz pela primeira vez, foi uma abordagem quase shakespeariana. Jim me fez tirar um pouco, e funcionou muito bem". Chris Owens, que interpretou o Jovem Homem Fumante, passou algum tempo analisando como Davis fumava para garantir fazer igual a ele. Owens mais tarde interpretaria o Homem Fumante novamente em "Demons", e acabaria também por interpretar seu filho, Jeffrey Spender.
"Musings of a Cigarette Smoking Man" foi o primeiro episódio de The X-Files em que Fox Mulder não aparece, e tem Dana Scully aparecendo apenas em imagens de arquivo tiradas de "Pilot". A intenção do episódio não eram dar uma semana de folga aos atores, mas acabou funcionando desse jeito, muito para a felecidade de David Duchovny. O produtor Joseph Patrick Finn coordenou a sequência em que o Homem Fumante assassina John F. Kennedy. A cena foi filmada no centro de Vancouver servindo de locação para a Dealey Plaza. Jenni Gullett, a figurinista da série, contatou Marlene Stewart, figurinista do filme JFK, e pegou emprestado uma reprodução do terno rosa de Jacqueline Kennedy usado no filme. A limosine Lincoln Continental em que Kennedy estava foi criada por Nigel Habgood, coordenador de veículos.

## Repercussão
"Musings of a Cigarette Smoking Man" estreou na Fox no dia 17 de novembro de 1996. O episódio teve um índice Nielsen de 10.7 e uma participação de 15 pontos, significando que aproximadamente 10.7% de todos os domicílios com televisores e 15% de todos os domicílios com televisores ligados estavam assistindo a este episódio. Ele teve uma audiência de 17.09 milhões de telespectadores. Wong conseguiu a primeira indicação da série ao Emmy Award de Melhor Direção em Série Dramática, mas perdeu para Mark Tinker de NYPD Blue.
Alguns telespectadores reclamaram que os eventos mostrados neste episódio não são necessariamente factuais. O roteirista e editor de histórias Frank Spotnitz disse, "Na cena final Frohike diz a Mulder e Scully que toda a história é algo que ele leu em uma revista de segunda mão. Muitas pessoas não pegaram essa sutileza. Eles realmente acharam que era a história factual do Canceroso. Até onde eu sei, não é. Algumas partes podem até serem verdadeiras, enquanto outras podem – bom, esqueça".
"Musings of a Cigarette Smoking Man" foi recebido de forma moderadamente positiva pela crítica. A Entertainment Weekly deu ao episódio uma nota "A–", dizendo que "deve-se perguntar o quanto deste episódio é informação, e o quanto é entretenimento puro". Zack Handlen da The A.V. Club avaliou o episódio positivamente, dizendo "Eu amo isso ... e assistindo agora, eu ainda amo". Ele deu ao episódio uma nota "A" e escreveu que, "'Musings' é ótimo porque transforma o Homem Fumante de um fantasma vivo em um morto vivo – ainda assustador, ainda perigoso, mas lamentável do mesmo jeito". Robert Shearman e Lars Pearson, em seu livro Wanting to Believe: A Critical Guide to The X-Files, Millennium & The Lone Gunmen, escolheram este episódio como "uma das verdadeiras obras-primas de The X-Files", dando cinco estrelas de um total de cinco. Os dois elogiaram a combinação feita por Wong e Morgan de elementos da história mitológica da série com humor seco e negro. Além disso, eles avaliaram positivamente a ambiguidade da autenticidade do episódio, percebendo que "as respostas que os telespectadores estão implorando são entregues de forma bem ampla, você apenas pode tomá-las como uma deliciosa paródia". Paula Vitaris da revista Cinefantastique deu a "Musings of a Cigarette Smoking Man" uma excelente resenha. Ela elogiou o modo como o telespectadores podem ver a "estéril paisagem emocional que o Canceroso habita" através do "tom do roteiro". Além disso, Vitaris gostou muito do discurso retórico estilo Forrst Gump, chamando-o de "um ponto alto cômico de veneno verbal".
Nem todas as críticas foram positivas. O autor Phil Farrand não gostou do episódio, o elegendo como seu quinto pior das primeiras quatro temporadas. Ele o criticou por ter uma primeira metade desinteressante, e poi apoiar-se no "clichê" do assassinato de Kennedy. Além disso, ele não ficou satisfeito com o fato do público não terem um modo de saber seu o conteúdo do episódio realmente aconteceu. Alan Kurtz criticou o episódio por não ser consistente com a linha do tempo de The X-Files, salientado o fato que "Musings of a Cigarette Smoking Man" contradiz o canône estabelecido no episódio "Apocrypha", da terceira temporada. Além disso, ele criticou o por ter elementos de enredo muito similares aos filmes Apocalypse Now e Forrest Gump.